# One of Them (Izgubljeni)
"One of Them" je 39. epizoda televizijske serije Izgubljeni i 14. epizoda druge sezone serije. Režirao ju je Stephen Williams, a napisali Damon Lindelof i Carlton Cuse. Prvi puta se emitirala 15. veljače 2006. godine na televizijskoj mreži ABC. Glavni lik radnje epizode je Sayid Jarrah (Naveen Andrews). U ovoj epizodi preživjeli upoznaju i ispituju čovjeka imena Henry Gale (Michael Emerson) za kojeg vjeruju da je jedan od pripadnika Drugih.

## Radnja

### Prije otoka
Radnja koju u epizodi pratimo prije otoka odvodi nas u 1991. godinu za vrijeme savezničke invazije na Irak. Sayid, irački vojnik, pali dokumente skupa s drugim pripadnicima iz svog voda. Uskoro ih prekidaju američke trupe, a kada Sayid kaže da ih je njihov zapovjednik napustio, američki vojnik Sam Austen (inače otac od Kate Austen) mu ne vjeruje.
Sayid se ubrzo nađe u zatočeništvu skupa sa svojim zapovjednikom kojeg su Amerikanci u međuvremenu pronašli. Dvojica visokih oficira upitaju Sayida da bude prevoditelj pa ovaj pokuša natjerati svog zapovjednika da im kaže lokaciju zatočenog američkog pilota. Ovaj to ne želi učiniti već govori Sayidu da bi trebao pokušati uzeti pištolje američkih vojnika i što više ih ubiti prije nego što i sam bude ubijen. Sayid to odbije. Austen shvati da neće moći doći do tražene informacije pa zove agenta Kelvina Inmana (Clancy Brown) koji naređuje Sayidu da muči svog zapovjednika ne bi li na taj način došli do informacija; u početku Sayid i to odbija učiniti, ali nakon što mu agent pokaže video Sayidove obitelji koja je ubijena po naredbi njegovog zapovjednika ipak pristaje. Međutim, tijekom ispitivanja Sayid shvaća da je prekasno i da je pilot već pogubljen. U konačnici ga agent Inman oslobađa. Dok se voze u kamionu, Katein otac upita Sayida ima li ženu i djecu pritom gledajući u fotografiju mlade Kate. Inman govori Sayidu da će doći dan kada će Sayid trebati informacije od nekoga i da će tada - zbog toga što je mučio svog zapovjednika - znati kako do njih doći. Čini se da Inman tečno govori arapski jezik što Sayida šokira. Ipak, Sayid mu se zaklinje da nikada više nikoga neće mučiti. Prije nego što se rastanu, Inman mu daje nekoliko stotina američkih dolara za "vožnju autobusom natrag u Ramadi".

### Na otoku
Na otoku, Ana Lucia Cortez (Michelle Rodriguez) odvodi Sayida u džunglu, a on joj kaže da se vrati nakon što ugleda Danielle Rousseau (Mira Furlan) koja mu kaže da traži upravo njega. Danielle ga zamoli da pođe s njom, ali joj on ne vjeruje budući je posljednji put kada ga je to zamolila napravila diverziju i ukrala Claireinu bebu. Kao simbol povjerenja, ona mu daje svoju pušku i nakon toga ga odvede do čovjeka kojeg je zarobila, a koji visi na drvetu u jednoj od njezinih stupica postavljenih po tom dijelu otoka. Danielle govori Sayidu da ga ne pušta budući smatra da je on "jedan od njih". Čovjek se predstavi kao Henry Gale iz Minnesote. Ignorirajući njezina upozorenja, Sayid ipak oslobađa čovjeka koji odmah pokuša pobjeći, ali ga Danielle sprječava pucajući u njega sa samostrelom. 
Sayid odvodi Henryja Galea do okna i govori Johnu Lockeu (Terry O'Quinn) da mora razgovarati s Galeom. Gale tvrdi da su on i njegova supruga došli na otok balonom prije četiri mjeseca. Jack Shephard (Matthew Fox) ih prekida i vidi Henryjevu ozljedu. Sayid mu objašnjava da se za njegovu ranu još nisu pobrinuli zbog toga što žele saznati od čovjeka što više informacija dok je još ranjen i u bolovima. Jack ih sprječava u tome i započne ukazivati pomoć Galeu, a Sayid mu govori da mu ne odrješava ruke. Nakon toga zamoli Lockea da promijeni kombinaciju oružarnice kako bi mogao ispitivati Henryja sam u osiguranoj prostoriji gdje im nitko neće smetati. Također kaže Jacku da Galea stavi u oružarnicu kako ga ostali ne bi vidjeli, a kada ovaj to učini, Sayid zatvara vrata i on i Gale ostaju sami u prostoriji.
Sayid započne ispitivati Henryja koji je ustrajan na priči da su se on i njegova supruga Jennifer tijekom leta balonom preko Pacifika srušili na sjevernoj strani otoka. Rekao je da je bogat i da je posjedovao kompaniju za iskop minerala. Također mu govori da je svoju suprugu upoznao na sveučilištu u Minnesoti i da se ona razbolila i umrla tri mjeseca nakon što su se srušili na otok. Opisuje balon i govori da je zakopao ženu u blizini mjesta gdje su se srušili, ali mu Sayid još uvijek ne vjeruje.
U međuvremenu James "Sawyer" Ford (Josh Holloway) ima problema sa spavanjem zbog neprestane buke koja dopire iz džungle. Upita Jina Kwona (Daniel Dae Kim) da mu pomogne pronaći izvor buke, ali ga ovaj ignorira pa Sawyer sam odlazi u džunglu gdje ubrzo nailazi na Huga "Hurleyja" Reyesa (Jorge Garcia) koji se prežderava iz svoje tajne zalihe hrane koju je ukrao iz okna. Hurley mu govori da buku uzrokuje gatalinka. Sawyer ucijeni Hurleyja na način da mu kaže da nikome neće reći za njegovu tajnu zalihu hrane, ako mu ovaj pomogne pronaći gatalinku. Dok traže malu životinju, Sawyer se ismijava Hurleyjevoj težini pa se Hurley odluči vratiti i ostaviti Sawyera samog uz opasku da njega ljudi još uvijek vole, premda je ukrao hranu dok Sawyera nitko ne voli. Sawyer mu se ispričava i nagovori Hurleyja da nastave zajedno tražiti gatalinku, a kada ju napokon pronađu Hurley se ponudi da ju odnese par plaža dalje; međutim, Sawyer iznenada ubija gatalinku zgnječivši je u vlastitim rukama.
Za to vrijeme, Henry se ne može sjetiti detalja u vezi pokapanja svoje žene. Sayid mu ne vjeruje i misli da Henry laže u vezi svog identiteta argumentirajući da bi se sjećao i najmanjeg detalja u vezi pokapanja svoje supruge. U tom trenutku Henry shvaća da je Sayid izgubio nekoga sebi bliskog na otoku. Sayid ga nakon toga započne tuči dok Jack i Locke slušaju izvana. Ubrzo potom Jack spriječi Lockea od ukucavanja brojeva, ucijenivši ga da će ga pustiti tek nakon što mu ovaj kaže novu kombinaciju oružarnice. Brojčanik na kompjuteru uskoro se spusti ispod minute pa Locke pristane te otrči do kompjutera. Međutim, u svojoj brzini pogrešno utipka broj pa brojčanik prijeđe nulu i umjesto crno-bijelih brojeva pojave se crveni simboli. Dva su egipatska hijeroglifa, dva su nepoznata lika, a posljednji ne uspijemo vidjeti. Uz simbole pojavljuje se i glasan zvuk (poput turbine zrakoplova). Locke ipak u posljednji čas uspije stisnuti tipku "enter" pa se brojčanik ponovno vrati na 108 minuta, a glasan zvuk se utiša. U međuvremenu Jack ulazi u oružarnicu i sprječava Sayida koji je i dalje uvjeren da Henry laže. Jack mu govori da se sjeti kako je njega Danielle mučila misleći da je drugi na što Locke, koji se u međuvremenu pojavio, govori da su svi oni za Danielle "drugi". 
Uskoro se Sayid vraća na obalu gdje govori Charlieju što se dogodilo u oknu. Sayid misli da je Henry "Drugi" zbog toga što ne osjeća krivnju nakon što ga je mučio. Također napominje da Jack i Locke nikada neće razumjeti taj osjećaj zbog toga što su zaboravili što su im Drugi napravili. 

## Produkcija
Godine 2001. glumac Michael Emerson osvojio je prestižnu televizijsku nagradu Emmy za ulogu serijskog ubojice Williama Hinksa u seriji Pravda za sve. Producentima serije Izgubljeni njegova performansa se svidjela pa su ga željeli vidjeti u ulozi "Henryja Galea" zbog toga što su smatrali da će se odlično uklopiti u sam lik. Emerson se prvotno trebao pojaviti samo u tri epizode serije, a prvo pojavljivanje je trebalo biti sredinom druge sezone. Kasnije su producenti odlučili produžiti njegov ostanak u seriji na pet epizoda, a od treće sezone nadalje Emerson je postao jedan od glavnih članova glumačke postave.

## Gledanost
Epizodu One of Them gledalo je 18,20 milijuna ljudi tijekom njezinog originalnog emitiranja.

## Vanjske poveznice
- "One of Them"  Arhivirana inačica izvorne stranice od 24. siječnja 2013. (Wayback Machine) na ABC